# Бертон, Джоан
Джоан Бертон (ирл. Siobhán de Bhurtúin, англ. Joan Burton; род. 1 февраля 1949, Дублин, Ирландия) — ирландский политик, Вице-Премьер-министр Ирландии (ирл. Tánaiste) с 2014 по 2016 год, а также Министр социальной защиты в 2011—2016 годах. Лидер Лейбористской партии (2014—2016). Депутат (ирл. Teachta Dála) Дойл Эрен.
Бертон впервые была избрана в Палату представителей Парламента Ирландии на всеобщих выборах в 1992 от избирательного округа «Дублин Запад». С 1995 по 1997 была Государственным министром в Министерстве иностранных дел. Покинула пост в 1997 из-за поражения на выборах, однако в 2002 была вновь переизбрана депутатом нижней палаты Парламента. В 2007—2014 была заместителем лидера Лейбористской партии Ирландии.